# البيقونية
المَنْظُومَةُ البَيْقُونِيَّةُ متنٌ في مصطلح الحديث لعمرَ بنِ محمد بن فتوح البيقونيِّ الدمشقي الشافعي المتوفى نحو 1080 هـ، وهي منظومة من بحر الرجز تقع في 34 بيتا.

## شروحها
شُرِحَتِ المنظومةُ غير ذي مرة، وممن شرحها:
- سعد الحميد، ويعدّ شرحه من أخصر الشروح وفيه تبسيط لعباراته[مبهم]؛
- محمد بن عبد الباقي الزرقاني المالكي المتوفى عام 1122؛
- محمود بن محمد بن عبد الدائم الشهير بنشابة المتوفى عام 1308؛
- عثمان بن المكي التوزي الزبيدي المتوفى بعد عام 1330؛
- محمد بن خليفة النبهاني المالكي المتوفى عام 1369؛
- حسن بن محمد المشاط المتوفى عام 1399؛[2]
- محمد بن صالح العثيمين المتوفى عام 1421؛
- محمد سراج بن محمد سعيد الجَبَرتي الآني.
- لحسن سليماني [3][4]
- أحمد السيد في سلسلة على اليوتيوب بعنوان: الشرح الجديد على البيقونية.